# Psammodaphodius kochi
Psammodaphodius kochi är en skalbaggsart som beskrevs av S. Endrödi 1976. Psammodaphodius kochi ingår i släktet Psammodaphodius och familjen Aphodiidae. Inga underarter finns listade i Catalogue of Life.